# Tom Malmquist
Tom Tobias Malmquist, folkbokförd Malmqvist, född 23 mars 1978 i Huddinge församling, är svensk författare och poet.

## Biografi
Tom Malmquist är son till sportjournalisten Thomas Malmquist.
Malmquist var en lovande ishockeyspelare innan han lämnade isen som 16-åring. I sin uppmärksammade debutbok, diktsamlingen Sudden death (2007), återvänder han till tiden som ishockeyspelare. Det är första gången i Sverige som en diktsamling helt och hållet har ägnats åt en sport. I uppföljaren, diktsamlingen Fadersmjölken (2009), fortsätter Malmquist att undersöka hur sociala och biologiska strukturer påverkar pojkars uppväxt och formar dem till de män de blir.
I sin flerfaldigt prisbelönta debutroman, den självbiografiska I varje ögonblick är vi fortfarande vid liv (Natur & Kultur, 2015), skildrar Malmquist hur hans gravida livskamrat Karin (se nedan) plötsligt insjuknar i leukemi som höggravid. Barnet överlever men inte Karin. Några månader senare dör även hans far i cancer, den tidigare sportchefen på kvällstidningen Expressen, Thomas Malmquist. Boken toppade både kritikerlistor och klättrade på försäljningslistor när den kom ut hösten 2015. Boken har också haft framgång på den utländska bokmarknaden och sålts till mer än femton länder och språkområden, däribland  Tyskland, Frankrike och Kina. År 2018 utgavs verket i USA med titeln In every moment we are still alive (Melville House, 2018). Det ingick 8 februari 2018 i New York Times lista över "Veckans 12 rekommenderade nya böcker". New York Times kritiker har också listat boken i tidningens lista över "100 anmärkningsvärda romaner utgivna 2018".
År 2023 utkom Malmquist med den självbiografiska romanen Istid. I boken skildrar han barnets upplevelse när det blåser hårt runt en journalistförälder. Malmquists far, Thomas ”Malmen” Malmquist, var anställd på Expressen och avslöjade läggmatcher och korruption inom elitsporten, den så kallade spelskandalen, vilket kom att prägla familjen i decennier.

### Privatliv
Tom Malmquist var sambo med Karin Lagerlöf (1976–2012), med vilken han fick en dotter. Karin Lagerlöf var syster till Måns Lagerlöf. Malmquist är nu sambo med författaren Carolina Setterwall.

## Priser och utmärkelser
- 2015 – Karin Boyes litterära pris för I varje ögonblick är vi fortfarande vid liv
- 2015 – Albert Bonniers Stipendiefond för svenska författare för I varje ögonblick är vi fortfarande vid liv
- 2016 – Dagens Nyheters kulturpris för I varje ögonblick är vi fortfarande vid liv
- 2016 – Nominerad till Nordiska rådets litteraturpris för I varje ögonblick är vi fortfarande vid liv